# 桃園市立陸上競技場
桃園市立陸上競技場（中国語:桃園市立田徑場）は台湾桃園市桃園区にある陸上競技場兼球技場である。施設は桃園市が所有し、桃園市体育局が運営管理を行っている。

## 施設概要
1993年に完成し、現在主にサッカーの試合に使用されている。収容人数は3万人。
 2017台北ユニバーシアードの女子サッカー準決勝が開催された。

敷地面積は2.5ha、400mトラック7レーンの陸上トラックに天然芝のインフィールドを備える。スタンドはメインスタンドのみに屋根が設置され、貴賓室、記者室、障碍者席がある。電光掲示板はアウェイ側スタンドに設置。また、地下にアップ用の練習レーンや防空避難室等がある。